# Димитрієво
Димитрі́єво (болг. Димитриево) — село в Старозагорській області Болгарії. Входить до складу общини Чирпан.

## Населення
За даними перепису населення 2011 року у селі проживали 160 осіб.
Національний склад населення села:
| Національність   | Кількість осіб | Відсоток |
| ---------------- | -------------- | -------- |
| болгари          | 142            | 88,8%    |
| турки            | 10             | 6,3%     |
| Всього відповіли | 160            |          |

Розподіл населення за віком у 2011 році:
Динаміка населення: